# ニューヨーク連邦準備銀行
ニューヨーク連邦準備銀行（ニューヨークれんぽうじゅんびぎんこう、英語: Federal Reserve Bank of New York）は、アメリカ合衆国に12行ある連邦準備銀行の一つ。連邦準備制度の第2連邦準備区を管轄している。ニューヨークに位置し、総裁は連邦公開市場委員会の副議長を兼ねることからも明らかなように、連邦準備銀行のうち、もっとも重要な働きを担っている。本部所在地はニューヨーク33リバティ・ストリートのニューヨーク連邦準備銀行ビル。
現総裁は、ジョン・ウィリアムズ。

## 概要
- ニューヨーク本部：33 Liberty Street, Manhattan, New York City, New York

## 管轄地区
- 第2連邦準備区
  - ニューヨーク州（本部所在地）
  - ニュージャージー州（北部12郡）
  - コネチカット州フェアフィールド郡
  - プエルトリコ自治連邦区
  - アメリカ領ヴァージン諸島

## 歴代総裁
1. ベンジャミン・ストロング（1914年 - 1928年）
2. ジョージ・L・ハリソン（1928年 - 1940年）
3. アラン・スプロール（1941年 - 1956年）
4. アルフレッド・ヘイズ（英語版）（1956年 - 1975年）
5. ポール・ボルカー（1975年 - 1979年）
6. アンソニー・ソロモン（1980年 - 1984年）
7. ジェラルド・コリガン（英語版）（1985年 - 1993年）
8. ウィリアム・マクドナー（英語版）（1993年 - 2003年）
9. ティモシー・フランツ・ガイトナー（2003年 - 2009年）
10. ウィリアム・ダドリー（2009年 - 2018年）
11. ジョン・ウィリアムズ（英語版）（2018年 - ）